# Dacodraco hunteri
Dacodraco hunteri is een straalvinnige vissensoort uit de familie van krokodilijsvissen (Channichthyidae). De wetenschappelijke naam van de soort is voor het eerst geldig gepubliceerd in 1916 door Waite. Dacodraco hunteri komt voor in de wateren van Antarctica.